# معاملة المثليين في اليمن
يواجه الأشخاص من المثليين والمثليات ومزدوجي التوجه الجنسي والمتحولين جنسياً (اختصاراً: مجتمع الميم) في اليمن تحديات قانونية واجتماعية لا يواجهها غيرهم من المغايرين جنسيا. يعتبر النشاط الجنسي المثلي بين الرجال وبين النساء غير قانوني في اليمن، مع عقوبة قد تصل للإعدام. ويواجه الأشخاص من مجتمع الميم وصمة عار بين السكان. كما أن المنازل التي يعيش فيها الشركاء المثليون غير مؤهلة للحصول على نفس الحماية القانونية المتاحة للأزواج المغايرين، مع وجود عدة تقارير تتحدث عن مستوى عالي من التمييز والانتهاكات ضد مجتمع الميم.

## قانونية النشاط الجنسي المثلي

### الجمهورية اليمنية

#### القانون الدستوري
لم يتطرق دستور الجمهورية اليمنية المعدل في عام 2001 لحقوق المثليين، ولكنه يتضمن بعض حقوق الإنسان لجميع المواطنين، لكنه وفي المقابل تضمَّن بُندًا صريحًا وواضحا يُفيد بضرورة توافق جميع القوانين مع مبادئ الشريعة الإسلامية.

#### قانون العقوبات
يُمكم أن تنشأ عُقوبة النشاط الجنسي المثلي في اليمن من خلال تقنين العقوبات، أو قد تنشأ بسبب بعض الناس الذين يسعون إلى فرض العادات والتقاليد كما يسعون إلى فرض الأخلاق الإسلامية.
المادة 264 من قانون العقوبات الوطني تحظر ممارسة الجنس بالتراضي بين الرجال البالغين. أما العقوبة المنصوص عليها في القانون فهي الجلد 100 جلدة لغير المتزوجين، أو الحُكم بالسجن لمدة قد تصل لسنة، كما ينص القانون على ضرورة تنفيذ حكم الإعدام في حق الرجال المثليين المتزوجون من النساء. هذا العقاب يشمل ممارسة الجنس سواء أكان مع رجل آخر أو امرأة أخرى خارج نطاق الزواج.
أما المادة 268 من قانون العقوبات الوطني فهي تحظر ممارسة الجنس بين النساء البالغات بالتراضي، وينص القانون على أن عقوبة مثليات الجنس قد تصل إلى السجن مدة 3 سنوات.
بالإضافة إلى ذلك، فالقانون ليس هو الوحيد الذي يُعاقب المثليين؛ لأن الشعب هو الآخر قادر على ذلك؛ حيث يسعى بعض منهم إلى فرض التقاليد الإسلامية داخل الأسرة أو المجتمع وحتى في الشارع، لذلك عادة ما يُقتل المثليون في اليمن بسبب الاعتداء عليهم من المواطنين أنفسهم أو التعرض لهجومات مُدبرة.

### اليمن الحرب الأهلية (2015–الوقت الحاضر)

#### تنظيم القاعدة في شبه الجزيرة العربية
قامت العديد من الصحف والجرائد «الموثوق بها» في العالم العربي وكذلك في الغربي بنشر تقارير عام 2013 تُفيد بأن أعضاء تنظيم القاعدة في جزيرة العرب كانوا يقتلون الرجال في حالة الاشتباه بهم بكونهم مثليين.

## الرقابة على الإعلام
تمنع الحكومة الوصول إلى صفحات الويب التي تُعبّر عن دعم حقوق المثليين. كما قد تمتد سياسة الرقابة هذه لتصل إلى المنشورات والمجلات في اليمن، ففي عام 2010، مُنِعت «مجلة الثقافية» من قبل الحكومة وذلك بعد نشرها لمقالة تتحدث عن تاريخ السينما المصرية بعُنوان «هينا ميسرة»، كما تعرض المخرج اليمني حامد أقبي للحظر أو بالأحرى منعه من إخراج الأفلام وذلك بعد أن عبّر عن دعمه لحقوق المثليين.
وقامت الحكومة عام 2004 بمنع صدور مقالٍ باللغة الإنجليزية لـ«جريدة يمن» والتي تحدث فيه عن رأي المُعارضين للمثلية الجنسية ومُطالبتهم الحكومة بسن وتشريع قانون يسمح بزواج المثليين.
وكانت «صحيفة الأسبوع اليمنية» قد نشرت عام 2003 مقالا باللغة العربية يضم مقابلات مع رجال يمنيين قد سُجنوا بسبب مثليتهم الجنسية، وتفاجئ الصحفيون الثلاث المسؤولون عن كتابة ونشر المقال عندما أدانتهم الحكومة اليمنية «بموجب القانون».

## ملخص
| قانونية النشاط الجنسي المثلي                                                                  | / (العقوبة: الجلد أو السجن وقد تصل إلى الإعدام) |
| المساواة في السن القانوني للنشاط الجنسي                                                       | No                                              |
| قوانين مكافحة التمييز في التوظيف                                                              | No                                              |
| قوانين مكافحة التمييز في توفير السلع والخدمات                                                 | No                                              |
| قوانين مكافحة التمييز في جميع المجالات الأخرى (تتضمن التمييز غير المباشر، خطاب الكراهية)      | No                                              |
| قوانين مكافحة أشكال التمييز المعنية بالهوية الجندرية                                          | No                                              |
| زواج المثليين                                                                                 | No                                              |
| الاعتراف القانوني بالعلاقات المثلية                                                           | No                                              |
| تبني أحد الشريكين للطفل البيولوجي للشريك الآخر                                                | No                                              |
| التبني المشترك للأزواج المثليين                                                               | No                                              |
| يسمح للمثليين والمثليات ومزدوجي التوجه الجنسي والمتحولين جنسيا بالخدمة علناً في القوات المسلحة | No                                              |
| الحق بتغيير الجنس القانوني                                                                    | No                                              |
| علاج التحويل محظور على القاصرين                                                               | No                                              |
| الحصول على أطفال أنابيب للمثليات                                                              | No                                              |
| الأمومة التلقائية للطفل بعد الولادة                                                           | No                                              |
| تأجير الأرحام التجاري للأزواج المثليين من الذكور                                              | (غير قانوني للأزواج المغايرين كذلك)             |
| السماح للرجال الذين مارسوا الجنس الشرجي التبرع بالدم                                          | No                                              |